# Commanderie de Killergy
La commanderie de Killergy (parfois orthographiée Killarge, devenu Killerig) est une commanderie de l'ordre de Saint-Jean de Jérusalem dont le chef-lieu se situait à Killerig dans le comté de Carlow, province du Leinster en Irlande.

## Description géographique
Killerig est une paroisse qui se trouve à l'Est de Carlow sur la route qui mène à Rathvilly (R726). À l'intersection de Killerig, prendre la direction de Castledermot (R418). La commanderie se situait à l'emplacement des premiers corps de ferme sur la gauche et l'église dont il ne subsiste que les élévations est de l'autre côté de la route.
Concernant Friarstown, connue pour avoir appartenu à cette commanderie, il ne subsiste que quelques ruines d'un château.

### Toponymie
Le toponyme Killerig dont la première syllabe Kil signifie « église de » apparaît dans les sources avec de nombreuses graphies différentes au gré des siècles :
- Killergi est la forme la plus ancienne[3],[N 1].
- Killergy et Killarge sont les plus fréquentes.
- On trouve également Court-Killargan, Killargan, Killargye (presbytère), Killerge, Killergie mais aussi plus tardivement Killerick.

Friarstown signifie littéralement « La ville des Frères ». On ne connait pas le nom originel de ce lieu, peut-être « Freineston, Freneston » mentionné en 1331 et dont l'église est connue pour avoir été ravagée par les irlandais cette année-là.

## Historiographie
L'origine de cette commanderie est hospitalière mais la question de son appartenance aux templiers est encore évoquée par certains auteurs. L'avis des écrivains n'est pas unanime, considérée comme d'origine hospitalière par la plupart des historiens, mais parfois mentionnée comme ayant pu appartenir aux templiers, y compris dans des publications du début du XXIe siècle traitant de ces deux ordres militaires. 
Si on fait abstraction des publications antérieures au XXe siècle, où le sujet est abordé de façon sommaire et parfois contradictoire, son origine templière a été infirmée par les deux premiers auteurs ayant publié des recherches spécifiques aux templiers et aux hospitaliers en Irlande, à savoir Herbert Wood et Cæsar Litton Falkiner en 1906. Ces deux publications, souvent citées en référence dans les ouvrages actuels, ont été les premières à dresser un état précis et documenté des possessions respectives des deux ordres avant la dévolution des biens de l'ordre du Temple qui est intervenue en Irlande à partir de l'année 1314.
Une liste chronologique des principaux livres d'histoire mentionnant cette commanderie, montre que les points de vue sur son origine ont évolué et sont vraiment partagés : 
- Le premier d'entre eux, publié en latin en 1658 par James Ware, fait état d'une origine templière et d'une fondation par Gilbert de Borard pendant le règne de Jean d'Angleterre, puis du don aux hospitaliers pendant le règne d'Édouard II[9].
- La première parution du Monasticon Hibernicum (de) en 1722 indique une origine templière et une fondation par Gilbert de Borard, un « anglais », pendant le règne de Jean d'Angleterre[10].
- Un ouvrage datant de 1754, The Peerage of Ireland publié par John Lodge (en) mentionne simplement une donation aux templiers (1284) de certaines terres à Killergy[11]. L'information étant reprise mot pour mot par Mervyn Archdall (en) dans le volume 4 de ce même ouvrage en 1789[12].
- En 1804, Pierre-Marie-Louis de Boisgelin de Kerdu publie en anglais l'ouvrage Ancient and Modern Malta avec une liste des commanderies hospitalières en Irlande où il indique les templiers[13]. Puis en 1818 paraît une édition, également en anglais, d'un ouvrage de l'abbé Vertot sur l'ordre de Saint-Jean de Jérusalem (volume 3). On y trouve également une liste de commanderies hospitalières en Irlande, où Killergy est mentionnée comme d'origine templière avec de nouveau Gilbert de Borard comme fondateur au XIIIe siècle[14]. L'information est reprise par James Burns (en) dans Sketch of the history of the Knights templars en 1840[15].
- En 1833, John Ryan publie l'histoire du comté de Carlow et mentionne la suppression pure et simple des établissements templiers de Ballymoon et de Killarge (Killergy) à la suite de leur arrestation[16]. À noter que cet auteur cite James Ware pour la fondation (templiers)[17]
- En 1864, le révérend Sylvester Malone est le premier auteur à donner une origine hospitalière pour Killergy dans son ouvrage sur l'histoire de l'église en Irlande, mais il indique une fondation au XIVe siècle[18].
- En 1888, Charles Warren Currier (en), dans son histoire des ordres religieux, mentionne également Killarge comme d'origine templière[19].
- Ce n'est qu'en 1906 que Wood et Falkiner infirment fermement l'origine templière[7],[8]. Leurs arguments sont exposés dans la section "Les Templiers ?".

## Histoire
Un portrait détaillé de l'Irlande médiévale est difficile à dresser, notamment aux XIIe et XIIIe siècles, et en particulier en ce qui concerne les possessions normandes et irlandaises à la suite de l'invasion de l'Irlande par les premiers cités. L'un des principaux problèmes étant d'établir avec précision les limites territoriales des baronnies féodales normandes (en) lorsqu'elles furent constituées, car celles-ci ne correspondent pas toujours aux baronnies historiques (en) indiquées dans les ouvrages, même si leur nom est similaire. Ce travail n'a été entrepris qu'à partir du milieu du XXe siècle et a fait l'objet d'une publication complète en 2008. 

### Gilbert de Borard?

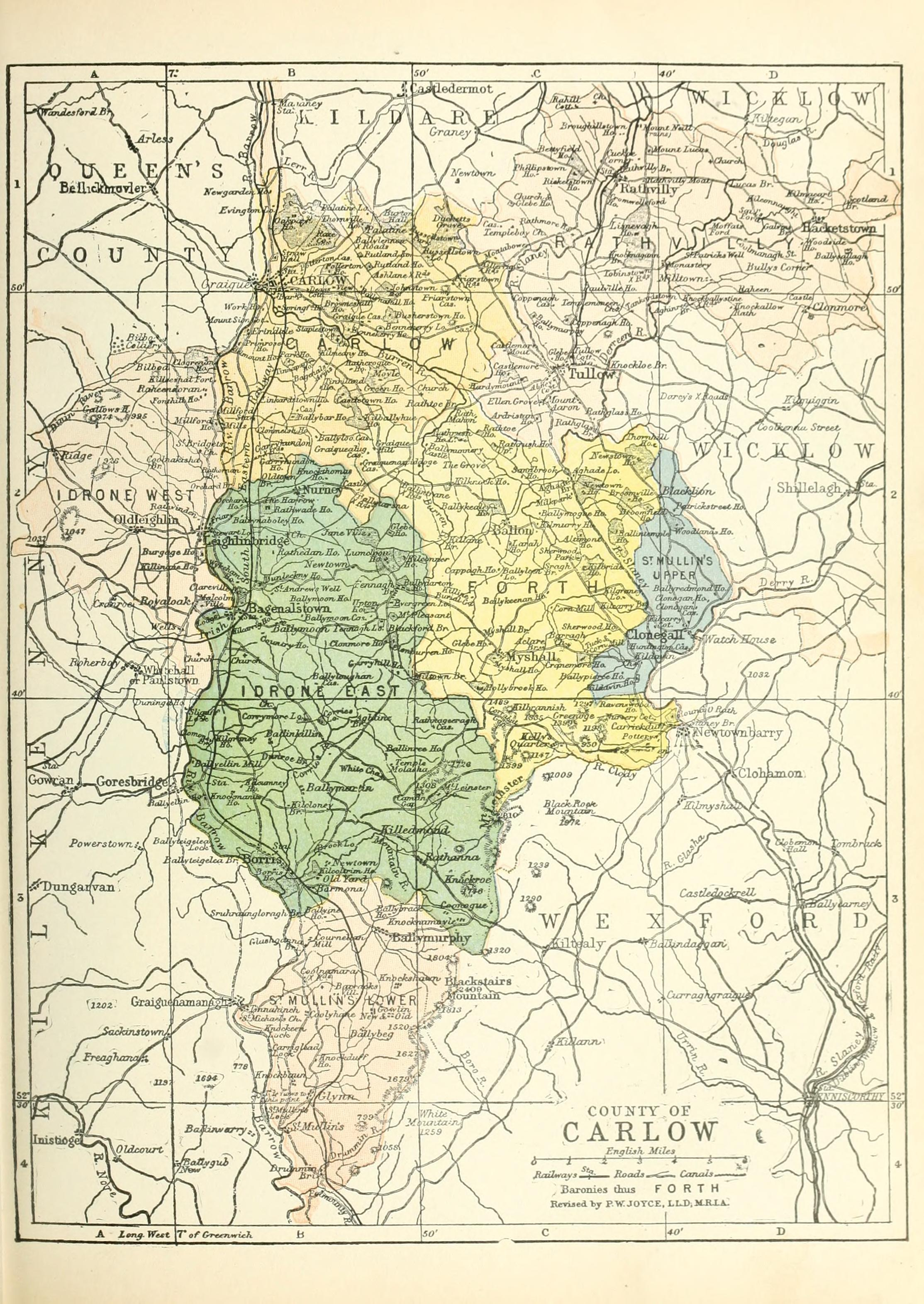
Baronnies historiques du comté de Carlow en 1900

La donation qui a permis d'établir cette commanderie est généralement attribuée à Gilbert de Borard (de Bosc-le-Hard), un chevalier Anglo-normand originaire du Bedfordshire, qui participa à l'invasion normande de l'Irlande, et à qui Richard Strongbow donna le cantred d'« Ofelmeth by the sea » (Offelmet, Ofelmith, Offelimy) vers 1170/76. Les terres données à ce chevalier ne correspondent qu'à une partie du territoire des Uí Felmeda Thes, appelé Offelimy par les normands et identifiées comme étant la baronnie de Ballaghkeen dans le comté de Wexford au sud et proche de la mer. 
Il apparaît donc peu probable que Gilbert de Borard puisse être le fondateur car le nord de ce territoire, également désigné sous le nom d'Offelmet (Offelimy), fut donné à Theobald Walter (en) (d. 1206). Au milieu du XIIIe siècle, il correspond à la baronnie de Tullowphelim (Tullow, Tullow O'Felan), en grande partie l'actuelle baronnie historique de Rathvilly.
Mais surtout, on sait que lors du partage des terres de Richard Strongbow, Killerig faisait partie de la baronnie de Forth et non pas de celle d'Offelmet. Les deux baronnies étant alors séparées par la rivière Slaney. On se trouvait donc dans un territoire appartenant initialement à Raymond le Gros.
Ce dernier est mort sans héritier légitime vers 1188/92 et ses terres ont été partagées. Mais on a un portrait assez précis du nord de la baronnie de Forth à ce moment-là et on connait le nom des différents ayants droit sans toutefois voir apparaître le nom de Killerig.
La donation la plus proche des terres de Killerig est celle qui fut faite à sa sœur Mabilla, la femme de Nicolas de Cantitune et qui concerne Straboe, au Nord-Est. Celle-ci faisant don des droits ecclésiastiques sur cette église à l'abbaye Saint-Thomas de Dublin (Victorins), le lieu étant clairement indiqué comme faisant partie de la baronnie de Forth. Ces moines ayant déjà obtenu du vivant de Raymond le gros, l'église de « Rathsilan », le nom primitif du château de Raymond le gros, devenu Villa Castri, aujourd'hui Castlemore ainsi que les terres qui s'étendaient au Nord-Est jusqu'à la rivière Slaney. L'endroit est désigné de nos jours sous le nom de « Cannons Quarter ». 
À l'Ouest des terres de cette abbaye se trouvait la grange de Forth, aujourd'hui Grangeford dont une partie a appartenu aux templiers et Killerig se trouve juste au-dessus.

### Fondation
La date de fondation de cette commanderie est inconnue mais Killerig (« Killergi ») est cité dans une charte de confirmation du pape Innocent III en 1212. Ce document énumère et confirme les droits des hospitaliers sur 144 possessions en Irlande mais il ne précise pas la nature exacte des biens et il est probable qu'il s'agisse alors simplement d'une église. Vers 1220/21, cette église est mentionnée dans un compromis entre l'abbaye Saint-Thomas de Dublin et les hospitaliers de Killergi à la suite d'une plainte de ces derniers,.

### Les Templiers?
Il n'existe aucune preuve directe de la présence des templiers à Killerig au XIIIe siècle. Cependant quelques éléments prouvent cette présence, tout au moins à proximité :
- En 1284, Sir Nicolas Taaffe (en) († 1288 / Clontarf) leur fit don de ses terres à ou près de Killerig[8].
- Ils possédaient des terres à Grangeford, une paroisse située à peine à un kilomètre au sud de Killerig (grange de Forth, baronnie de Forth à l'époque) confisquées par Maud de Burgh au moment de leur dissolution[30],[N 6].
- Les manoirs de Rathronan et d'Athkilthan dans le comté de Carlow figurent également dans l'inventaire de leurs biens réalisé en 1308, mais leurs emplacements restent indéterminés. Rathronan se trouvait dans la baronnie de Forth[N 7], valorisé 37 £, une valeur comparable à la commanderie de Kilsaran (42 £) ou au manoir de Cooley (39 £) et qui montre son importance. D'autant plus que le revenu annuel de ses terres était évalué à plus de 10 £[31].

Herbert Wood et Caesar Litton Falkiner, dont les publications sur les Templiers et les Hospitaliers en Irlande sont souvent citées en référence y compris de nos jours (celles-ci  datent du début du XXe siècle) infirment l'hypothèse d'une origine templière. 
Herbert Wood s'appuie sur le fait qu'en 1292, on trouve dans un même acte du roi Édouard Ier, le frère Bernard de l'hospice de Kilergy et le maître de l'hospice de Tully, qui sont mis à l'amende. Il cite également une charte de confirmation datée de 1290 émanant du prieur hospitalier de Kilmainham, William FitzRoger où figure comme témoin un certain frère Guillaume, « maître » de Killergy. L'auteur argumente sur le fait qu'il est peu vraisemblable qu'un templier figure comme témoin d'un Hospitalier. Dans la liste originale des témoins apparaît pourtant le « maître » de Coly ((la), Fratre Galfrido de Siwaldeby) mais celui-ci apparaît comme maître de Tully dans cette même charte traduite du latin à l'anglais(citée en référence par l'auteur),. On sait, grâce à ce même auteur, que le manoir de Cooley (Coly) était un manoir templier dépendant de la commanderie de Kilsaran une fois dévolu aux Hospitaliers. 
Quant à Falkiner, il considère que la donation effectuée en 1284 ne suffit pas à valider cette hypothèse, cite James Ware donnant une origine hospitalière alors que cet auteur indique une origine templière et précise que Killergy n'est pas citée dans l'inventaire des biens établi au moment de leur arrestation.
Deux documents de l'époque ont permis d'établir une liste des biens ayant appartenu aux Templiers. Une liste des biens saisis et un certificat établi en 1326, émanant d'Édouard II d'Angleterre qui mentionne la valeur des anciens établissements templiers. Outre le fait que les deux listes divergent, il faut préciser qu'une grande incertitude règne sur ces biens templiers saisis. La falsification avérée des comptes d'Alexandre de Bykenore, alors trésorier d'Irlande (1308-1313), et chargé de l'administration de ces biens, a fait l'objet d'une enquête en 1327. De plus son successeur à ce poste, Walter Islip (en), fut également accusé d'avoir couvert les entrées frauduleuses de ce trésorier et l'enquête sur leurs comptes respectifs n'était toujours pas achevée en 1333. Cette année là, Alexandre de Bykenore demanda que la même enquête soit réalisée sur ceux de Walter Thornbury qui l'avait précédé.

### Les Hospitaliers
L'église de « Killergi » est citée dans la charte de confirmation de 1212 relative aux possessions hospitalières en Irlande puis apparaît de nouveau en 1220/21 dans un compromis avec l'abbaye Saint-Thomas de Dublin.
L'enquête menée sur Nicholas Plunket, dernier commandeur hospitaliers de Killerig permit de dresser un inventaire des possessions de cette commanderie au moment de la suppression de la langue d'Angleterre,.

### Commandeurs
| Nom du commandeur                                   | Période              |
| --------------------------------------------------- | -------------------- |
| John de Killergi                                    | ? - 1246,            |
| Walter de Killergi                                  | 1247 - ?             |
| fr. William le Bailiff ((la), Willielmo le Baillif) | 1290                 |
| fr. Bernard (simple frère?)                         | 1292                 |
| fr. William de Tisuldem                             | ? - 1326             |
| fr. William de Wall                                 | 1327 - date inconnue |
| fr. Ralph de Bradley                                | 1335 - 1337          |
| fr. John de Wassingle                               | 1339                 |
| fr. …                                               | ?                    |
| fr. Nicolas Plunket                                 | 1537                 |
| Après la suppression de la langue d'Angleterre      | 1541 - ?             |
| Sir Gerard Aylmer                                   | 1590 - date inconnue |
| Philip, Lord Wharton                                | ? - 1669             |
| Benjamin Bunburry de Killerig († 1707)              | 1669 - 1707          |
| Benjamin II Bunburry († 1716)                       | 1707 - 1716          |
| Benjamin III Bunburry († 1747)                      | 1716 - 1747          |
| Thomas Bunbury of Kill (1705 - 1774)                | ? - 1774             |
| Benjamin Bunburry (1751 - 1823)                     | 1774 - 1823          |

1. 1 2  Il n'est absolument pas certain que les deux premiers noms cités soient des précepteurs hospitaliers. L'existence d'un fief distinct de l'église de Killergi étant attesté en 1283/84, détenu par John de la Felde qui semble le tenir de son père, Robert de la Felde[3].
2. ↑  Figure comme témoin dans la charte d'union de l'abbaye de Kilkenny avec celle de Druiske par Maud, comtesse de Norfolk et de Warenne[40]. Aucun ouvrage où figure ce document n'évoque l'hypothèse qu'il s'agisse du commandeur de cette maison mais les hospitaliers, au même titre que les templiers, détenaient des fiefs et agissaient en tant que seigneurs du lieu. On trouve fréquemment ces dignitaires désignés par leur prénom auquel est adjoint le nom de la commanderie dont ils ont la charge. Il se peut néanmoins qu'à cette époque le fief de Killergi soit distinct de la commanderie comme le suggère St. John Brooks mais excepté Walter de Killergi que l'on trouve l'année suivante, pas de trace d'une famille ou d'autres personnes de ce nom[3] et donc qu'il y ait un fief qui soit distinct de cette commanderie, excepté les de la Felde trois décennies plus tard.

## Possessions
Parmi les possessions connues et rattachées à cette commanderie, on peut citer :
- Ardenhue (presbytère). 52° 50′ 02″ N, 6° 50′ 01″ O[3].
- Ardristan (église St. James)[44]. 52° 47′ 04″ N, 6° 45′ 11″ O[45]
- Busherstown (?)[46].
- Friarstown (château). Les ruines de ce château sont indiquées sur les cartes de l'ordnance Survey Ireland. On notera que ce château se trouve à mi-distance et à l'Ouest entre Killerig et Grangeford (la grange de Forth) dont les templiers détenaient une partie. 52° 50′ 00″ N, 6° 48′ 37″ O[2]